# Nagol
Nagol (vroeger Nagual) is een quart (dorp) in de Andorrese parochie Sant Julià de Lòria en telt 57 inwoners (2009). Het dorp ligt even ten noordoosten van het stadscentrum, niet ver van de Valirarivier.

## Geografie
Tot het quart behoren naast Nagol zelf ook de gehuchten Certers (73 inwoners) en Llumeneres (1 inw.). In het inwoneraantal hierboven zijn deze kernen echter niet verrekend.

## Bezienswaardigheden

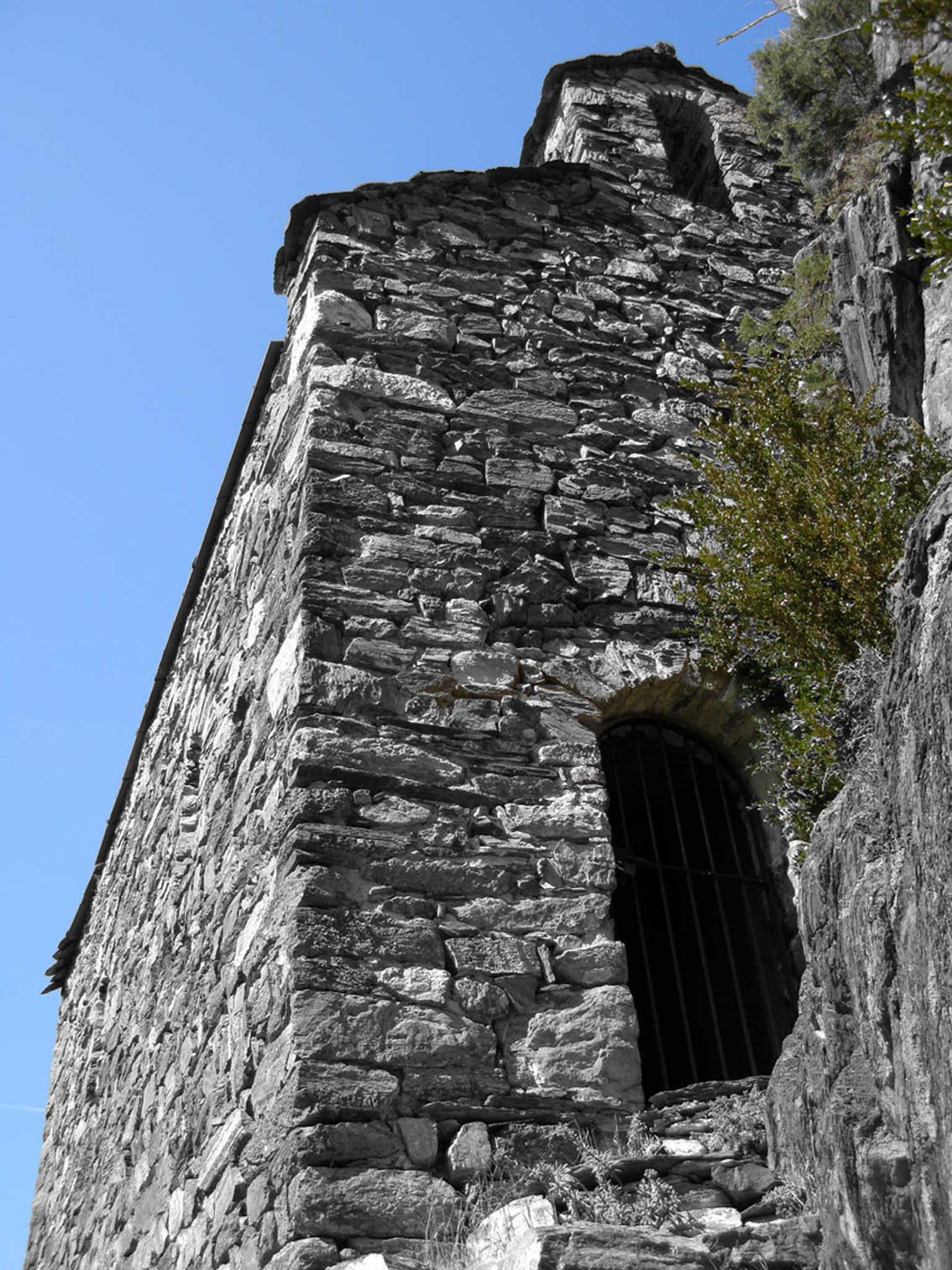
De Sint-Martinuskerk

- De Onze-Lieve-Vrouw-ter-Sneeuwkapel te Llumeneres (capella de la Mare de Déu de les neus de Llumeneres)
- De Sint-Martinuskerk van Nagol-centrum (església de Sant Martí de Nagol) is volledig tegen een rots aan gebouwd.
- De Sint-Saturninuskerk (Nagol-centrum) (església de Sant Serni de Nagol)

Quarts: Aixirivall · Aubinyà · Bixessarri · Fontaneda · Nagol · Sant Julià de Lòria

Overige kernen: Aixovall · Certers · Juverri · La Muxella · Les Pardines · Llumeneres · Mas d'Alins